# Dacelo leachii
Il kookaburra dalle ali azzurre (Dacelo leachii, Vigors & Horsfield, 1827) è un uccello appartenente alla famiglia Alcedinidae, originaria dell'Australia settentrionale e della Nuova Guinea meridionale.